# Austria für Afrika
Austria für Afrika war ein einmaliges Gemeinschaftsprojekt österreichischer Musiker, das 1985 im Zuge des internationalen Benefizkonzerts Live Aid gegründet wurde. Das von Wolfgang Ambros und Rainhard Fendrich geschriebene Lied Warum? erreichte den ersten Platz der österreichischen Single-Charts. Als Refrain diente ein äthiopisches Volkslied in amharischer Sprache. Rudi Dolezal war sowohl der Initiator des Projekts als auch der Regisseur des Musikvideos zu Warum?.

## Besetzung
alphabetisch geordnet:
- Wolfgang Ambros
- Ulli Bäer
- Maria Bill
- Peter Cornelius
- Georg Danzer
- DÖF
- Hansi Dujmic
- Rainhard Fendrich
- Kurt Gober Band
- André Heller
- Hansi Lang
- Minisex
- Opus
- Tom Petting
- Schmetterlinge
- S.T.S.
- Wilfried

sowie ein äthiopischer Chor und diverse Instrumentalisten:
- Ewald Pfleger (Opus) – Leadgitarre
- Bernhard Locker (EAV) – Rhythmusgitarre
- Harald Fendrich – E-Bass
- Ewald Beit (S.T.S.) – Keyboard
- Hartmut Pfannmüller – Percussion